# Narkolepsi
Narkolepsi er en kronisk neurologisk lidelse, hvor hjernen har nedsat eller manglende evne til at regulere søvnen. Det resulterer i, at patienter med lidelsen pludselig kan rammes af en voldsom trang til at sove, der kan sammenlignes med den følelse en rask oplever efter at have været søvnberøvet i 24-48 timer. Det betyder, at når denne trang først melder sig, er den stort set uimodståelig. Narkolepsi har desuden en række symptomer, der kan være umærkelige og mere generende end selve søvntrangen. Udtrykket narkolepsi kommer af det franske ord narcolepsie, som den franske læge Jean-Baptiste-Édouard Gélineau skabte ved at kombinere de græske ord νάρκη (narkē, "sløvhed") og λῆψις (lepsis, "anfald").
Selv om narkolepsi lyder som en uskyldig sygdom, er den et stort handicap. Narkolepsilidende kan i slemme tilfælde ikke køre bil og har svært ved at køre i bus og tog uden ledsager, fordi der er sandsynlighed for, at de falder i søvn undervejs. Desuden har de ofte svært ved at gennemføre en uddannelse, da de ikke kan holde sig vågne til lektioner og foredrag.
Narkoleptikeres behov for at sove opstår oftest i situationer, hvor de foretager sig noget ensformigt: kører, modtager undervisning, sidder i møde eller arbejder. For nogle narkoleptikere kan behovet for at sove komme helt pludseligt også i aktive situationer. Søvnanfaldene varer fra et par minutter til op mod en halv time.
For mange narkoleptikere gælder det, at de aldrig føler sig udhvilet. Selv om de sover mere om natten eller tager en eftermiddagslur, består en underliggende følelse af træthed. Narkoleptikere bliver derfor opfattet som sløve og ugidelige.

## Narkolepsi og kørekort
Ved en neurologisk sygdom har patienten pligt til at meddele den til myndighederne i forbindelse med kørekort. Krav til at få kørekort som narkoleptiker er ligestillet med en epileptiker. De får en tilladelse på baggrund af en lægelig vurdering. Den foretages bl.a. ud fra, hvornår patienten sidst har fået anfald og omfanget af dem.

## Følgesygdomme
Katapleksi: De fleste narkoleptikere oplever desuden kataplektiske anfald, kortvarige tab af kontrol med musklerne, hvor de afslappes. Ofte varer de få hundrededele sekunder, så omgivelserne sjældent bemærker dem. For nogle patienter er anfaldene hurtige nik med hovedet og en kortvarig sammensynkning af overkroppen. Kun en lille del af dem falder helt sammen. Disse anfald opstår for det meste, når patienten er ivrig, begejstret eller ophidset. Sex kan være en udfordring for dem, der er særligt plagede af katapleksi. Der er dog narkoleptikere, der slet ikke oplever katapleksi og kataplektikere, der ikke oplever narkolepsi.

## Behandling
Narkoleptikere har større mulighed for at opleve søvnparalyse og hallucinationer i forbindelse med søvnen end andre.
Narkolepsi behandles ofte med Ritalin, der har en række bivirkninger, og virkningen varer kun 3-4 timer. Et nyere middel Modiodal giver færre bivirkninger og skal ikke tages så ofte, men er meget dyrt. Derfor skal patienten have Lægemiddelstyrelsens tilladelse for at opnå tilskud. Det er en omfattende proces og opnås kun, hvis behandling med Ritalin giver uantageligt mange bivirkninger.
Katapleksien behandles i Danmark typisk med Anafranil, der normalt anvendes mod depression.